# Гвардейский (остров)
Гварде́йский — остров в Выборгском заливе (ранее в устье Вуоксы, вместо высохшего правого рукава которой проложен Сайменский канал). Современное название получил после Великой Отечественной войны. До 1948 года носил название Со́рвалинса́ари (фин. Sorvalinsaari).

## География
С северо-запада отделён от материковой части Гвардейским проливом, с северо-востока — от острова Твердыш (остров) — Банным заливом, с юго-востока — безымянной протокой. Соединён мостами: Дружбы — с материковой частью, Сорвальским и Банным — с островом Твердыш, кроме того, на юго-западе примыкает остров Тахкосари.
Длина острова — около 1,2 км, ширина — около 0,9 км. Территориально остров расположен в Петровском микрорайоне города Выборга. На острове располагается условный район Гвардейский (ранее Со́рвали), в числе достопримечательностей которого — Сорвальская народная школа и Сорвальское кладбище.